# Habronattus ustulatus
Habronattus ustulatus là một loài nhện trong họ Salticidae.
Loài này thuộc chi Habronattus. Habronattus ustulatus được Griswold miêu tả năm 1979.

## Hình ảnh

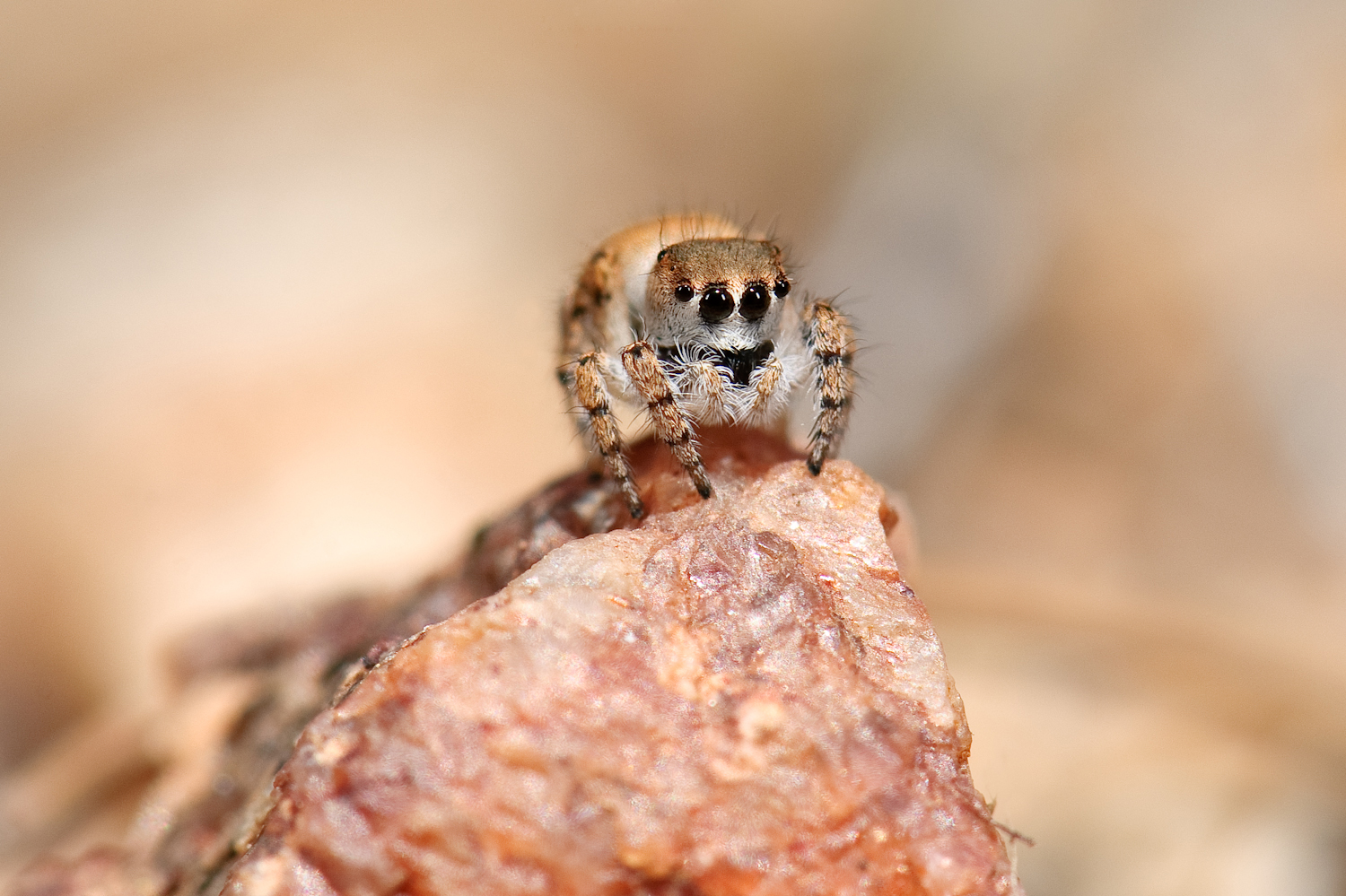
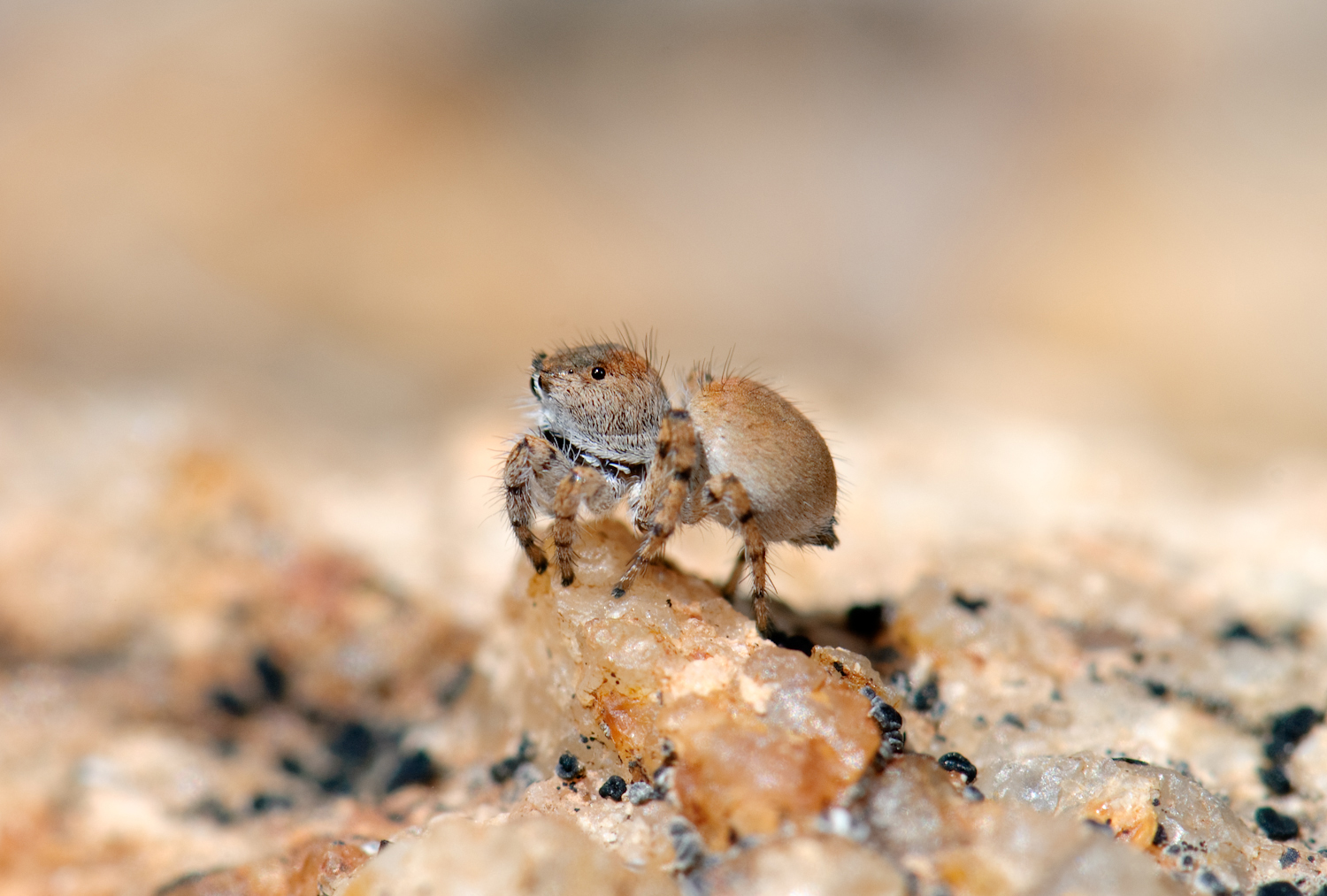
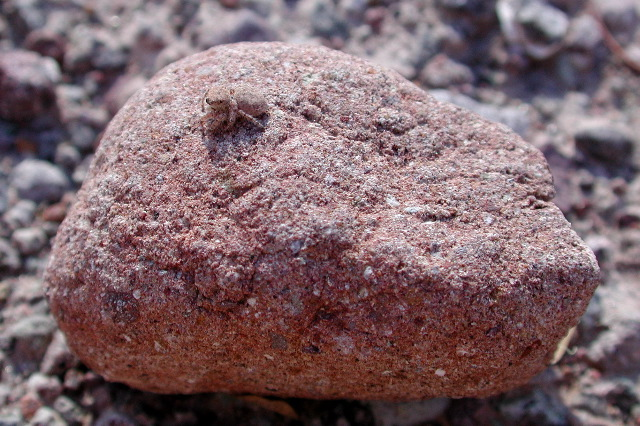